# Rio Siak
O Siak é um rio de Sumatra que desemboca em sua costa oriental, desaguando no Estreito de Malaca.
O rio Siak atravessa a província de Riau, nascendo nas montanhas Bukit Barisan e passando por zonas industriais. Nas suas nascentes, o território que atravessa o rio é rochoso até chegar a Batu Gadian, localizado a 278 km do estuário. Dali até Pekanbaru, que fica aproximadamente na metade do percurso, o terreno é de areia seguido de uma área de pântano.
Em frente à sua boca estão as ilhas aluviais de Padang e Bengkalis. O comprimento do rio não excede 350 km.
Seu principal afluente é o Mandau.